# Miodrag Petrović-Čkalja
Miodrag Petrović — Čkalja (srbsko Миодраг Петровић — Чкаља), srbski igralec, * 1. april 1924, Kruševac, † 20. oktober 2003.

## Dela

### Filmografija
- Štiri kilometre na uro
- Ljubezen in moda
- Višnja na Tašmajdanu
- Bog je umrl zaman
- Biciklisti
- Pot okoli sveta
- Sreča v torbi
- Oče po sili
- Šoferja
- Šoferja spet vozita